# ۱۵۷۱ (میلادی)
۱۵۷۱ (میلادی) هزار و پانصد و هفتاد و یکمین سال تقویم میلادی است.

## زادگان
- 27 ژانویه - شاه عباس بزرگ : پنجمین پادشاه سلسله صفویه در ایران.
- ۲۹ سپتامبر – کاراواجو، نقاش ایتالیایی (د. ۱۶۱۰)

## درگذشتگان
- ۴ مه – پییر ویره، الهی‌دان سوئیسی (ز. ۱۵۱۱)